# Porąbek
Porąbek (niem. Porombek) – część Bierunia położona na wschodzie miasta, wzdłuż ulicy Porąbek.

## Historia
Porąbek to dawna wieś. W końcu XIX wieku liczył 173 mieszkańców, zamieszkujących 215 mórg obszaru; razem z kolonią Boesdorf stanowił gminę. W II RP Porąbek stanowił dawniej obszar dworski w powiecie pszczyńskim, od 1922 w województwie śląskim. 1 października 1924 zniesiono obszary dworskie na obszarze województwa śląskiego, w związku z czym Porąbek podzielono i włączono do gmin jednostkowych Ściernie i Nowy Bieruń.
W latach 1945–1954 wszedł w skład zbiorowej gminy Bieruń Nowy. W latach 1954–1972 należał do gromady Bieruń Nowy. W latach 1973–1975 w gminie Bieruń Stary (obejmującej 4 sołectwa: Bijasowice, Czarnuchowice, Nowy Bieruń i Ściernie). Od 27 maja 1975 do 1 kwietnia 1991 część Tychów. Od 2 kwietnia 1991 część usamodzielnionego Bierunia.